# 2259 Sofievka
2259 Sofievka eller 1971 OG är en asteroid i huvudbältet som upptäcktes den 19 juli 1971 av den rysk- sovjetiska astronomen Bella Burnasjeva vid Krims astrofysiska observatorium på Krim. Den är uppkallad efter Sofiaparken i Uman, Ukraina.
Asteroiden har en diameter på ungefär 17 kilometer och den tillhör asteroidgruppen Flora.